# Larroucau
Larroucau o Larrouquau, antigua comuna de Francia entre Auch, Pau y Toulouse, en Gers.
La comuna Larroucau desapareció pues fue unida a la de Mongauzy. Hoy es llamada Mongausy.
Según una carta del prefecto al ministro del Interior del 8 de marzo de 1823, dice: "Considerando que las cabezas (Chefs de cantons) capitales; de las dos comunas sólo están separadas por 2.200 metros, que la reunión sólo tiene por objeto la administración civil y no cambiará en nada por consecuencia la circunscripción religiosa, estimo que la reunión propuesta debe tener lugar, en conformidad al aviso de M. "El sous préfet de Lombez" (Del señor subprefecto de Lombez). Habitantes: Mongauzy 121 y Larroucau 118.
Larroucau o Larrouquau perteneció al Comminges y no a la Gascuña. Larrrouquau ubicada en el extremo SE de la comuna de Mongauzy.
- La iglesia cerca del castillo de "TANCOUET" dedicada al honor de Notre Dame es vista como la verdadera parroquia del lugar de LARROUQUAU, anexo de Gaujac en la diócesis de Auch, y la iglesia dedicada a San Laurenx ubicada también en Larrouquau es vista como capilla votiva en 1714.

1659: Castillo señorial de Larrouquau, Diócesis de Aux y senechausée de Toulouse.
- Village de Larroucau, en sus comienzos era una señoría del Castillo de Tancouet, Pueblo declarado comuna después de la Revolución (1789); unida al castillo de Gaujac y luego a la comuna de Mongauzy en 1824 bajo el prefecto "Baron de Lascours".

- Datos: Q3218014